# Weisshorn
El Weisshorn és una muntanya de 4.505 metres que es troba a la regió de Valais a Suïssa.